# Anthrenus tanakai
Anthrenus tanakai là một loài bọ cánh cứng trong họ Dermestidae. Loài này được Ohbayashi miêu tả khoa học năm 1985.